# Tour de France 2015
Le Tour de France 2015 est la 102e édition du Tour de France cycliste. Il part le 4 juillet 2015 de la ville d'Utrecht aux Pays-Bas avec un contre-la-montre individuel de 13,8 km. La course se rend ensuite en Belgique, puis le parcours traverse la France dans le sens anti-horaire et se termine sur l'avenue des Champs-Élysées à Paris, le 26 juillet. Un total de 198 coureurs au sein de 22 équipes participent à la course d'une longueur de 3 360 km. Pour la première fois, une équipe avec un sponsor africain est au départ, MTN-Qhubeka.
Le Britannique Christopher Froome remporte son deuxième Tour de France après 2013, encore une fois devant le Colombien Nairo Quintana. Froome a pris la tête du classement général très tôt dans l’épreuve et devance à l’arrivée son principal rival d’un peu plus d’une minute.

## Parcours

### Généralités
L'organisateur ASO et Aleid Wolfsen, bourgmestre d'Utrecht, ont annoncé, le 8 novembre 2013 que le Tour de France 2015 s'élancera des Pays-Bas avec un départ à Utrecht. La ville était déjà candidate en 2010, cependant le choix s'était alors porté sur Rotterdam. Ce grand départ sera le sixième à s'élancer des Pays-Bas, un record pour un pays qui ne possède même pas de frontière directe avec la France (excepté à Saint-Martin).
Ce Tour de France voit le retour des bonifications, initialement prévues sur la première semaine mais finalement étendues à l'ensemble des étapes en ligne de l'épreuve, afin de compenser le faible kilométrage de contre-la-montre et de dynamiser la première semaine en plaine.

### Trois jours et demi aux Pays-Bas et en Belgique

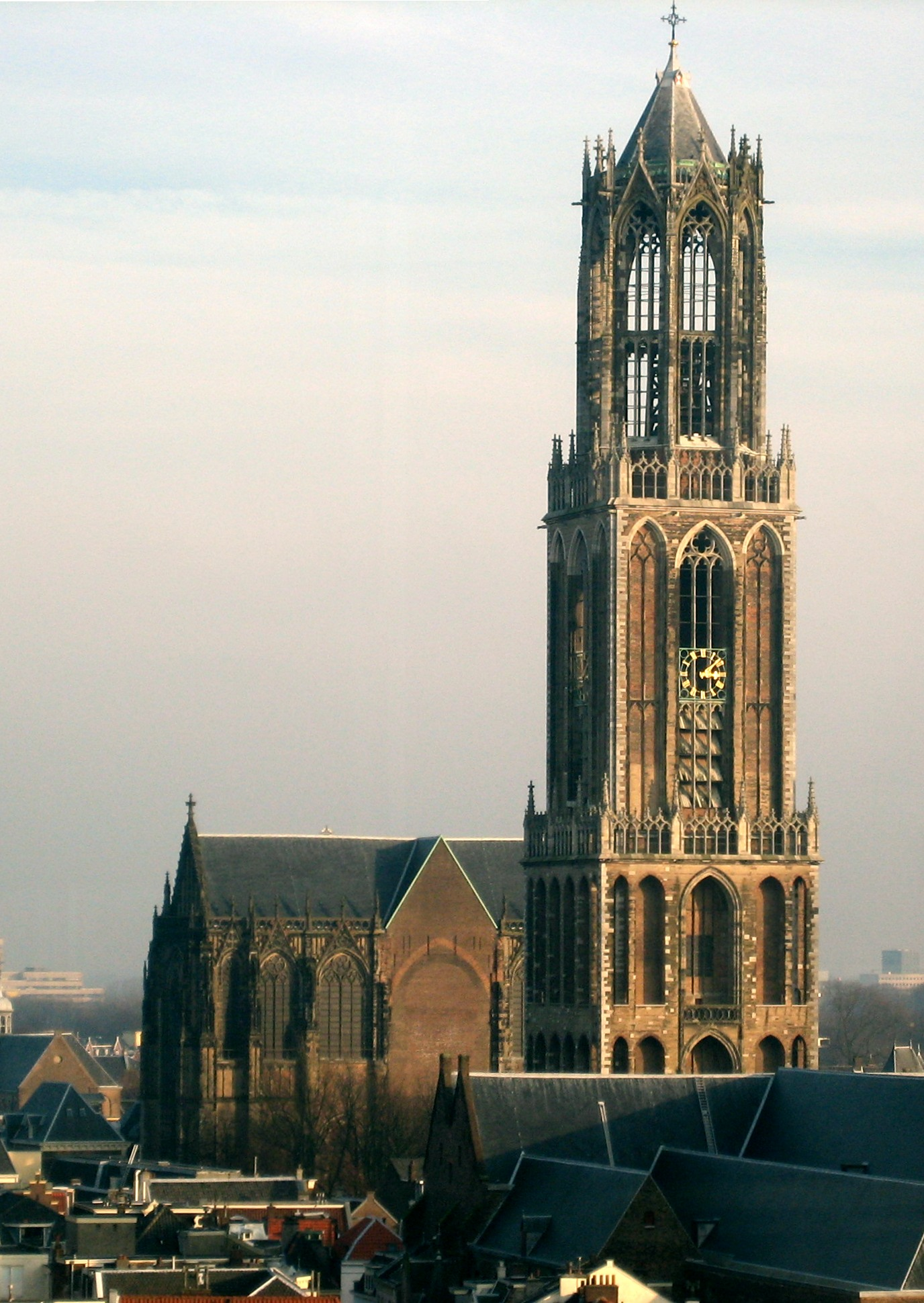
Tour de la cathédrale d'Utrecht.

Le Grand Départ a lieu au sein de la ville d'Utrecht, théâtre d'un contre-la-montre individuel de 14 km, le seul exercice de ce type du Tour 2015. L'étape suivante, intégralement plate et en bord de mer, arrive en province de Zélande, sur l'île artificielle de Neeltje Jans, où les sprinteurs devraient se disputer la victoire. La troisième étape est elle entièrement belge et aura des airs de Flèche wallonne : partant d'Anvers, elle arrive, non sans avoir franchi quelques côtes au préalable, au sommet du Mur de Huy, que le Tour n'avait jamais eu l'occasion de visiter. La quatrième étape part quant à elle de Seraing, qui avait été arrivée d'étape en 2012.

### Première semaine: passage dans le nord-ouest de la France
Cette quatrième étape a pour destination Cambrai et est la plus longue du Tour, mesurant 221 km. Elle annonce également le retour des secteurs pavés un an après un précédent passage lors du Tour 2014. Arras, également sur la carte l'année précédente, accueille un départ d'étape pour Amiens, destinée aux sprinteurs. L'étape suivante relie Abbeville et Le Havre, où les puncheurs pourraient avoir le dernier mot avec un tracé propice aux bordures et un final piégeux. Le lendemain, Livarot reçoit pour la première fois le Tour dans une étape plate à destination de Fougères. Le week-end s'annonce sous les couleurs du drapeau breton : l'étape du samedi relie la « capitale bretonne », Rennes, à Mûr-de-Bretagne en haut de la côte du Ménéhiez, qui avait fait une apparition remarquée lors de l'édition 2011. Enfin, la première semaine se clôt sur un nouveau contre-la-montre, cette fois par équipes, entre Vannes et Plumelec : celui-ci dispose également d'un final en montée, au sommet de la côte de Cadoudal. Dès lors, il n'y aura plus d'épreuve chronométrée jusqu'à la fin.

### Deuxième semaine: Pyrénées et Cévennes
Les coureurs ont droit à une journée de repos dans la ville de Pau. La première étape du triptyque pyrénéen se déroule entre Tarbes et la station de la Pierre Saint-Martin, arrivée inédite, dans un format de course de côte. Le peloton revient ensuite sur Pau pour arriver dans la ville de Cauterets, après une étape empruntant les cols d'Aspin et du Tourmalet. Le final est cependant en faux-plat montant. Enfin, la dernière étape pyrénéenne se déroule entre Lannemezan et le Plateau de Beille, après un passage par les cols de Portet-d'Aspet (en hommage à Fabio Casartelli décédé vingt ans auparavant), de la Core, du Port de Lers et la montée finale. L'étape ressemble à celle du Tour de France 2004, où Thomas Voeckler était parvenu à sauver son maillot jaune. Vient ensuite une étape pour puncheurs entre Muret, nouvelle ville-étape inédite, et Rodez, également départ de l'étape suivante. Celle-ci, après être passé sous le viaduc de Millau et longé les gorges du Tarn, arrive à Mende, plus précisément à l'aérodrome où Laurent Jalabert s'était imposé deux décennies auparavant. Une étape de transition suit entre Mende et Valence, avant d'achever la deuxième semaine par une étape pour baroudeurs-puncheurs entre Bourg-de-Péage et Gap, le final empruntant de nouveau le col de Manse.

### Troisième semaine: Alpes du sud, vallée de la Maurienne et Alpe d'Huez

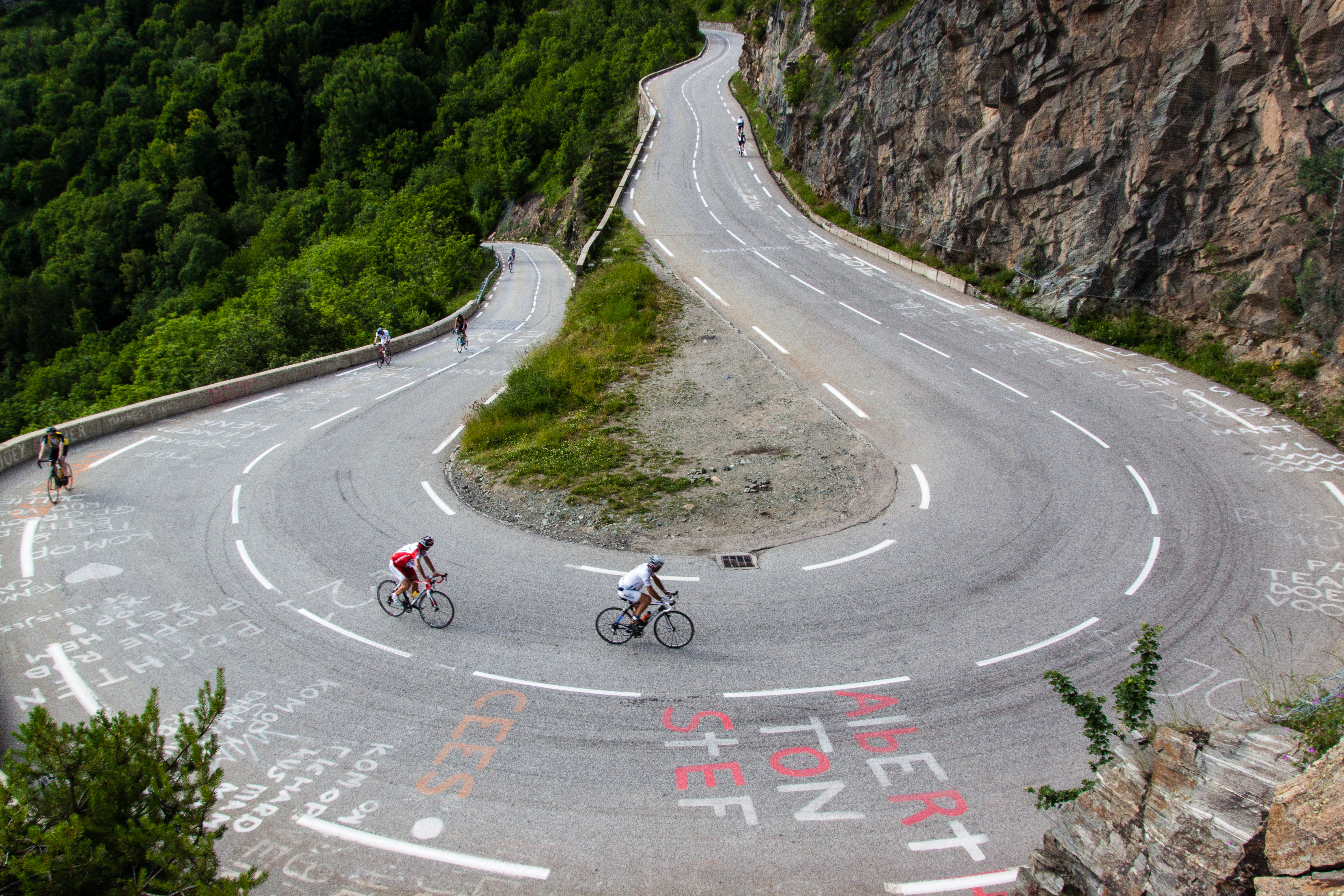
La vingtième et avant dernière étape se termine par l'ascension mythique de 13,8 kilomètres de l'Alpe d'Huez ; avec ses 21 virages et une pente moyenne de 7,9 %.

La 17e étape part de Digne-les-Bains, initialement ville-étape en 2008 avant une modification du parcours, pour arriver dans la station de Pra-Loup, qui avait vu quarante ans plus tôt la chute d'Eddy Merckx. L'étape emprunte le col d'Allos, qui n'avait plus été franchi par la course depuis 2000, et où est attribué le souvenir Henri-Desgrange, récompensant le coureur passé en tête sur le toit du Tour,. Le lendemain, après un départ de Gap, le peloton rejoint la Maurienne après avoir franchi le col du Glandon et gravit une nouveauté : les lacets de Montvernier. La ligne d'arrivée est tracée à Saint-Jean-de-Maurienne, qui est également la ville-départ du lendemain. Cette étape suivante est très courte mais dense avec quatre ascensions : l'inédit col du Chaussy, le col de la Croix-de-Fer par le Glandon, le col du Mollard et le final dans la station de La Toussuire. Puis, à 24 heures de l'arrivée du Tour, une étape Modane - L'Alpe d'Huez est proposée, avec l'ascension du col de la Croix-de-Fer et la montée de l'Alpe d'Huez. Le passage par le col de la Croix-de-Fer remplace ceux initialement prévus du Télégraphe et du Galibier, annulés en raison de la fermeture du tunnel du Chambon. S'ensuit, pour finir, un transfert jusqu'à la région parisienne, avec un départ de Sèvres. Le tracé de l'étape est modifié pour passer devant plus de monuments parisiens, avant le circuit final sur les Champs-Élysées, qui inclut désormais définitivement le tour de l'Arc de Triomphe.

### Équipes
198 coureurs répartis dans 22 équipes prennent part à ce Tour de France.
L'organisateur Amaury Sport Organisation a communiqué la liste des cinq équipes invitées le 14 janvier 2015. Vingt-deux équipes participent à ce Tour de France - dix-sept WorldTeams et cinq équipes continentales professionnelles :
| UCI WorldTeams      | UCI WorldTeams | UCI WorldTeams |
| Nom de l'équipe     | Pays           | Code           |
| ------------------- | -------------- | -------------- |
| AG2R La Mondiale    | France         | ALM            |
| Astana              | Kazakhstan     | AST            |
| BMC Racing          | États-Unis     | BMC            |
| Cannondale-Garmin   | États-Unis     | TCG            |
| Etixx-Quick Step    | Belgique       | EQS            |
| FDJ                 | France         | FDJ            |
| Giant-Alpecin       | Allemagne      | TGA            |
| IAM                 | Suisse         | IAM            |
| Katusha             | Russie         | KAT            |
| Lampre-Merida       | Italie         | LAM            |
| Lotto NL-Jumbo      | Pays-Bas       | TLJ            |
| Lotto-Soudal        | Belgique       | LTS            |
| Movistar            | Espagne        | MOV            |
| Orica-GreenEDGE     | Australie      | OGE            |
| Sky                 | Royaume-Uni    | SKY            |
| Tinkoff-Saxo        | Russie         | TCS            |
| Trek Factory Racing | États-Unis     | TFR            |

| Équipes invitées             | Équipes invitées | Équipes invitées |
| Nom de l'équipe              | Pays             | Code             |
| ---------------------------- | ---------------- | ---------------- |
| Bora-Argon 18                | Allemagne        | BOA              |
| Bretagne-Séché Environnement | France           | BSE              |
| Cofidis                      | France           | COF              |
| Europcar                     | France           | EUC              |
| MTN-Qhubeka                  | Afrique du Sud   | MTN              |

### Principaux favoris

#### Pour le classement général
De nombreux coureurs peuvent espérer ramener la maillot jaune à Paris. On note la présence du Britannique Christopher Froome, vainqueur du Tour de France 2013, d'Alberto Contador, vainqueur des deux derniers grands tours, le Tour d'Italie 2015 et le Tour d'Espagne 2014, ancien vainqueur du Tour de France en 2007 et 2009, puis du vainqueur sortant (Tour de France 2014), Vincenzo Nibali, ainsi que celle du Colombien vainqueur du Tour d'Italie 2014 Nairo Quintana. Ces quatre coureurs sont annoncés comme les quatre grands favoris et certains observateurs les nomment les « Quatre Fantastiques », mais les outsiders sont nombreux. En effet, les Français Jean-Christophe Péraud (second en 2014), son jeune coéquipier chez AG2R La Mondiale Romain Bardet, mais aussi Thibaut Pinot (troisième et meilleur jeune du Tour 2014) et Warren Barguil, qui participera pour la première fois au Tour, peuvent prétendre à une bonne place au général. Notons également la présence de l'Espagnol Alejandro Valverde, quatrième en 2014 mais ici équipier de Quintana à la Movistar, de Tejay Van Garderen, Bauke Mollema, Rigoberto Uran ou encore l'Américain Andrew Talansky, contraint à l'abandon lors de l'édition précédente. 
Aussi, certains d'entre eux comme Quintana, Bardet, Barguil, Pinot ou Wilco Kelderman visent le maillot blanc de meilleur jeune. Thibaut Pinot en est le tenant du titre.

#### Les sprinteurs
L'Allemand Marcel Kittel, vainqueur de quatre étapes en 2013 et en 2014, est forfait en raison d'une préparation contrariée par un virus. Dans son équipe Giant-Alpecin, il est remplacé par son habituel poisson pilote John Degenkolb, vainqueur de Milan-San Remo et de Paris-Roubaix cette année, qui sera opposé à son compatriote de la Lotto-Soudal André Greipel, mais aussi à Mark Cavendish, le Britannique de l'Etixx-Quick Step vainqueur de 25 étapes sur le Tour dans sa carrière. Le Slovaque Peter Sagan, maillot vert à trois reprises et le Norvégien Alexander Kristoff, vainqueur de deux étapes l'année dernière[Quand ?] font également partie des meilleurs sprinteurs sur ce Tour. Les Français seront présents avec Nacer Bouhanni (qui sera au départ malgré une lourde chute au championnat de France en juin), Arnaud Démare et Bryan Coquard.

### Règlement de la course
De petites modifications aux classements sont mises en place pour la course de cette année :
- retour des bonifications pour le classement général ;
- nombre de points augmenté pour une victoire d’étape en ligne avec peu de relief pour le classement par points ;
- temps de l’équipe du contre-la-montre par équipes maintenant compté plusieurs fois (cinq) contre une seule fois auparavant pour le classement par équipes.

#### Règlement du classement général
Le classement général, dont le leader porte le maillot jaune, s'établit en additionnant les temps réalisés à chaque étape, puis en ôtant d'éventuelles bonifications (10, 6 et 4 s à l'arrivée des étapes en ligne). En cas d'égalité, les critères de départage, dans l'ordre, sont : centièmes de seconde enregistrés lors des contre-la-montre, addition des places obtenues lors de chaque étape, place obtenue lors de la dernière étape.

#### Règlement du classement par points
|                                                                            | 1 | 2 | 3 | 4 | 5 | 6 | 7 | 8 | 9 | 10 | 11 | 12 | 13 | 14 | 15 | 16 | 17 | 18 | 19 | 20 | 21 |
| -------------------------------------------------------------------------- | - | - | - | - | - | - | - | - | - | -- | -- | -- | -- | -- | -- | -- | -- | -- | -- | -- | -- |
| étapes en ligne dites « sans difficulté particulière »                     |   |   |   |   |   |   |   |   |   |    |    |    |    |    |    |    |    |    |    |    |    |
| étapes en ligne dites de « parcours accidenté »                            |   |   |   |   |   |   |   |   |   |    |    |    |    |    |    |    |    |    |    |    |    |
| étapes en ligne dites de « haute montagne » ou contre-la-montre individuel |   |   |   |   |   |   |   |   |   |    |    |    |    |    |    |    |    |    |    |    |    |
| sans attribution de point (contre-la-montre par équipes)                   |   |   |   |   |   |   |   |   |   |    |    |    |    |    |    |    |    |    |    |    |    |

À l'issue de chaque étape le leader du classement par points porte le maillot vert. Comme en 2013, il n'y aura qu'un seul sprint intermédiaire maximum par étape. Le classement par points est établi en fonction du barème suivant, proche des années précédentes :
- Pour les arrivées des étapes en ligne dites « sans difficulté particulière » (étapes 2, 5, 6, 7, 15 et 21) : 50 points, 30, 20, 18, 16, 14, 12, 10, 8, 7, 6, 5, 4, 3 et 2 points pour les 15 premiers coureurs classés
- Pour les arrivées des étapes en ligne dites de « parcours accidenté » (étapes 3, 4, 8, 10, 13, 14 et 16) : 30 points, 25, 22, 19, 17, 15, 13, 11, 9, 7, 6, 5, 4, 3 et 2 points pour les 15 premiers coureurs classés
- Pour les arrivées des étapes en ligne dites de « haute montagne » (étapes 11, 12, 17, 18, 19 et 20), les « contre-la-montre individuels » (étape 1) et les sprints intermédiaires : 20 points, 17, 15, 13, 11, 10, 9, 8, 7, 6, 5, 4, 3, 2 et 1 point pour les 15 premiers coureurs classés.

Un coureur qui arrive en dehors des délais (par exemple dans un éventuel gruppetto) à une étape et qui est repêché reçoit une pénalité équivalente au nombre de points attribués au vainqueur de l'étape. Cette pénalité est automatique et peut conduire à un solde de points négatif.
En cas d'égalité de points au classement général, les coureurs sont départagés par le nombre de victoires d'étape, puis par le nombre de victoires dans les sprints intermédiaires comptant pour le classement général par points, et enfin par le classement général individuel au temps en cas d'égalité absolue. Pour être déclaré vainqueur du classement par points, le coureur se doit de terminer le Tour de France.

#### Règlement du classement de la montagne
Le classement de la montagne, dont le leader porte le maillot à pois est établi en fonction du barème suivant, identique à 2013 :
- Côte hors-catégorie : 25, 20, 16, 14, 12, 10, 8, 6, 4 et 2 points aux 10 premiers coureurs classés
- Côte de 1re catégorie : 10, 8, 6, 4, 2 et 1 point aux 6 premiers coureurs classés
- Côte de 2e catégorie : 5, 3, 2 et 1 point aux 4 premiers coureurs classés
- Côte de 3e catégorie : 2 et 1 point aux 2 premiers coureurs classés
- Côte de 4e catégorie : 1 point au premier coureur classé

Comme les années précédentes les points attribués à une arrivée sur une côte de deuxième, première ou hors-catégorie seront doublés. Ainsi les points du classement de la montagne attribués à l'arrivée seront doublés pour les étapes 10, 12, 17, 19 et 20.
En cas d'égalité de points entre deux coureurs au classement général final, le coureur ayant obtenu le plus grand nombre de places de premier au sommet des côtes hors catégorie est déclaré vainqueur. Si l'égalité demeure, le coureur ayant obtenu le plus grand nombre de places de premier au sommet des côtes de première catégorie est déclaré vainqueur, et ainsi de suite jusqu'aux côtes de quatrième catégorie, puis enfin par le classement général individuel au temps en cas d'égalité absolue. Pour être déclaré vainqueur du classement de la montagne, le coureur se doit de terminer le Tour de France.

#### Règlement des autres classements annexes
- Le classement du meilleur jeune, dont le leader porte le maillot blanc, est réservé aux coureurs nés depuis le 1er janvier 1990. Le premier d'entre eux au classement général individuel au temps est leader journalier des jeunes. À l'issue de la dernière étape, il est déclaré vainqueur du classement des jeunes. En cas d'ex æquo, les mêmes critères de départage que pour le maillot jaune sont appliqués.
- Le classement par équipes de l'étape est obtenu par la somme des trois meilleurs temps individuels de chaque équipe (bonifications non comprises), sauf lors du contre-la-montre par équipe, où l'on prend le temps de l'équipe multiplié par 5. En cas d'égalité, les critères de départage, dans l'ordre, sont : addition des places des 3 premiers coureurs des équipes concernées, place du meilleur coureur sur l'étape. Le classement général est obtenu par somme des temps obtenus par l'équipe à chaque étape. En cas d'égalité, les critères de départage, dans l'ordre, sont : nombre de premières places dans le classement par équipes du jour, nombre de deuxièmes places dans le classement par équipes du jour, etc., place au classement général du meilleur coureur des équipes concernées.
- Le prix de la combativité récompense « le coureur le plus généreux dans l'effort et manifestant le meilleur esprit sportif ». Ce prix, établi dans les étapes en ligne, est décerné par un jury présidé par le directeur de l'organisation. Le combatif de l’étape porte dans l'étape suivante un dossard rouge. À l'issue de la dernière étape un Super Combatif du Tour est désigné par les membres du Jury du Tour de France.

#### Primes
Le montant des prix et des primes distribués par l'organisateur se montent à 2 030 150 €. Le tableau ci-dessous liste les primes accordées aux premiers d'étapes et aux dix premiers du classement final,.
| Position           | 1er       | 2e        | 3e        | 4e       | 5e       | 6e       | 7e       | 8e      | 9e      | 10e     |
| Classement général | 450 000 € | 200 000 € | 100 000 € | 70 000 € | 50 000 € | 23 000 € | 11 500 € | 7 600 € | 4 500 € | 3 800 € |
| Par étape          | 8 000 €   | 4 000 €   | 2 000 €   | 1 200 €  | 830 €    | 780 €    | 730 €    | 670 €   | 650 €   | 600 €   |

À noter que les 20 premiers de chaque étape et les 160 premiers du classement général reçoivent une prime (950 € pour le 20e, 500 € pour le 50e, 400 au-delà de la 90e). 
- Le détenteur du maillot jaune (1er du classement général) reçoit une récompense quotidienne de 350 €.
- Le détenteur du maillot vert (1er du classement par points) reçoit une récompense quotidienne de 300 €.
- Le détenteur du maillot à pois rouges (1er du classement de la montagne) reçoit une récompense quotidienne de 300 €.
- Le détenteur du maillot blanc (1er du classement des jeunes) reçoit une récompense quotidienne de 300 €.

Le tableau ci-dessous liste les primes accordées en ce qui concerne les prix du meilleur sprinteur (maillot vert) :
| Position               | 1er      | 2e       | 3e       | 4e      | 5e      | 6e      | 7e      | 8e      |
| Classement par points  | 25 000 € | 15 000 € | 10 000 € | 4 000 € | 3 500 € | 3 000 € | 2 500 € | 2 000 € |
| Sprints intermédiaires | 1 500 €  | 1 000 €  | 500 €    |         |         |         |         |         |

Le tableau ci-dessous liste les primes accordées en ce qui concerne les prix du meilleur grimpeur (maillot à pois rouges) :
| Position                             | 1er      | 2e       | 3e       | 4e      | 5e      | 6e      | 7e      | 8e      |
| Classement par points                | 25 000 € | 15 000 € | 10 000 € | 4 000 € | 3 500 € | 3 000 € | 2 500 € | 2 000 € |
| Cols hors catégorie                  | 800 €    | 450 €    | 300 €    |         |         |         |         |         |
| Cols de première catégorie           | 650 €    | 400 €    | 150 €    |         |         |         |         |         |
| Cols ou côtes de deuxième catégorie  | 500 €    | 250 €    |          |         |         |         |         |         |
| Cols ou côtes de troisième catégorie | 300 €    |          |          |         |         |         |         |         |
| Cols ou côtes de quatrième catégorie | 200 €    |          |          |         |         |         |         |         |

Le tableau ci-dessous liste les primes accordées en ce qui concerne les prix du meilleur jeune (maillot blanc) :
| Position              | 1er      | 2e       | 3e       | 4e      |
| Classement par points | 20 000 € | 15 000 € | 10 000 € | 5 000 € |

- Chaque jour (hors contres la montre), le plus combatif reçoit une récompense de 2 000 €.
- À l'issue des 21 étapes, le super combatif reçoit une récompense de 20 000 €.
- Deux primes exceptionnelles sont attribuées au coureur qui passe en tête au sommet de ces deux cols :
  - Souvenir Jacques-Goddet au col du Tourmalet (11e étape), doté de 5 000 €.
  - Souvenir Henri-Desgrange au col d'Allos (17e étape), doté de 5 000 €.

## Déroulement de la course

### 4 - 7 juillet: La valse des maillots jaunes
La première étape est un contre-la-montre individuel et il est remporté par l'Australien Rohan Dennis, de l'équipe BMC, qui devient ainsi le premier maillot jaune de ce Tour 2015. Il bat des spécialistes du contre-la-montre comme Tony Martin (2e) et Fabian Cancellara (3e) La deuxième étape, qui arrive en Zélande, est marquée par des bordures en fin d'étape. Elle est remportée par André Greipel tandis que Fabian Cancellara, troisième, profite du retour des bonifications pour s'emparer du maillot jaune. Nairo Quintana et Vincenzo Nibali, pris dans une cassure, font une très mauvaise affaire en perdant une minute et demie sur Christopher Froome et Alberto Contador. Le lendemain, l'étape arrive au mur de Huy, lieu d'arrivée de la Flèche wallonne. Le grimpeur espagnol Joaquim Rodríguez, vainqueur de la Flèche en 2012, s'impose devant Christopher Froome qui se montre très à l'aise. Ce dernier devient le nouveau maillot jaune aux dépens de Fabian Cancellara qui, pris dans une chute collective, est contraint à l'abandon le soir de cette étape. Cette chute au milieu du peloton, initiée par William Bonnet, qui se casse une vertèbre cervicale , provoque sept abandons. L'étape des pavés, contrairement à celle de l'année précédente, qui avait vu Froome abandonner et Nibali prendre plus de deux minutes à Contador, est plutôt calme et sourit à Tony Martin qui fait coup double en gagnant l'étape à Cambrai et en s'emparant du maillot jaune.

### 8 - 12 juillet: Froome se détache

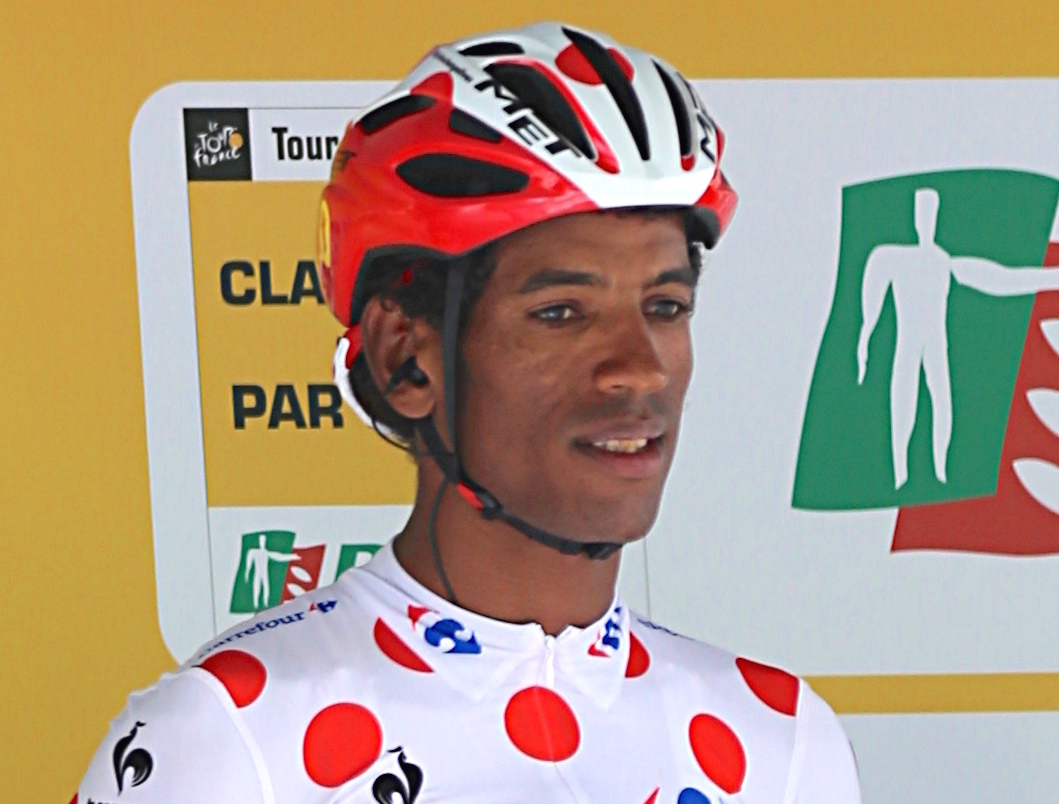
Lors de la sixième étape, l'Érythréen Daniel Teklehaimanot devient le premier Africain à porter le maillot à pois.

Le sprint d'Amiens le lendemain est remporté par l'Allemand André Greipel qui signe ainsi sa deuxième victoire d'étape. L'arrivée au Havre voit la victoire de Zdenek Stybar qui surprend les sprinteurs en attaquant dans le dernier kilomètre. Son coéquipier Tony Martin, maillot jaune du Tour est victime d'une chute dans laquelle il se fracture la clavicule et doit abandonner le Tour le soir de l'étape. C'est ensuite Mark Cavendish qui s'impose au sprint à Fougères et remporte la 26e victoire de sa carrière sur le Tour. Il n'est plus qu'à deux victoires de Bernard Hinault (28 étapes gagnées) et à huit du détenteur du record de victoires Eddy Merckx (34 victoires). L'équipe Etixx-Quick Step signe ainsi sa troisième victoire en quatre jours tandis que Christopher Froome récupère le maillot jaune. L'arrivée à Mûr-de-Bretagne lors de la huitième étape voit la victoire du coureur d'AG2R-La Mondiale Alexis Vuillermoz. Le contre-la-montre par équipe du lendemain entre Vannes et Plumelec est remporté par l'équipe BMC avec moins d'une seconde d'avance sur les Sky. Après cette première partie de Tour, Christopher Froome devance Tejay van Garderen de 12 secondes et Greg Van Avermaet de 27 secondes. Parmi les autres favoris, Alberto Contador pointe au cinquième rang à une minute et trois secondes, Nairo Quintana est neuvième à deux minutes et Vincenzo Nibali est treizième à deux minutes et 22 secondes.
La première journée de repos est marquée par l'abandon d'Ivan Basso, qui annonce en conférence de presse qu'il souffre d'un cancer des testicules, Alberto Contador semble très touché par la maladie de son coéquipier et ami .

### 14 - 16 juillet: Froome en maître dans les Pyrénées
Lors de l'étape Tarbes - La Pierre Saint-Martin, première étape du triptyque pyrénéen, Froome s'envole seul dans la montée d'Arette pour arriver à la Pierre Saint-Martin avec environ une minute d'avance sur son coéquipier Richie Porte et sur Quintana, troisième de l'étape. Le deuxième du général, Tejay van Garderen termine à deux minutes et demie, Alberto Contador, dans un mauvais jour, finit à près de trois minutes et Vincenzo Nibali, qui a sombré dans cette ascension arrive quatre minutes et demie après Froome. Au classement général, Froome devance Tejay van Garderen de près de trois minutes et Nairo Quintana de plus de trois minutes. La facilité de sa victoire éveille des suspicions de dopage et de tricherie, face auxquelles Froome affirme qu'il a agi selon un plan préparé depuis le départ du Tour : « Le profil était parfait : 10 km à 10 % de pente, cela allait mettre tout le monde à la limite, puis quatre kilomètres plus roulants. Je voulais attaquer un kilomètre avant le replat puis me mettre en mode contre-la-montre. Je savais que je pourrais faire des écarts face à un pur grimpeur » comme Quintana.
Le lendemain, il contrôle la course, laissant la victoire d'étape à Rafał Majka à l'arrivée à Cauterets lors d'une étape où les coureurs empruntent le col du Tourmalet. À la fin de l'étape, Nibali lâche encore une fois prise. Le jour suivant, Joaquim Rodríguez l'emporte au terme d'une échappée victorieuse. C'est sa deuxième victoire d'étape sur le Tour cette année. Durant l'ascension finale, les favoris ont attaqué sans succès Christopher Froome, celui-ci et ses équipiers, principalement Richie Porte et Geraint Thomas, contrôlant parfaitement la course. Le 16 juillet, Christopher Froome quitte les Pyrénées vêtu du maillot jaune ainsi que du maillot blanc à pois rouges de meilleur grimpeur.

### 17 - 20 juillet: Des étapes de transition
L'arrivée à Rodez voit le succès de Greg Van Avermaet qui s'impose au sprint devant Peter Sagan. Steve Cummings s'impose quant à lui le lendemain à Mende où il se joue de Romain Bardet et de Thibaut Pinot pourtant seuls en tête à un kilomètre de l'arrivée. Nairo Quintana profite de cette étape pour dépasser Tejay van Garderen au général et devenir deuxième derrière Froome. Les sprinteurs sont ensuite à l'honneur à Valence et c'est André Greipel qui confirme sa suprématie et s'adjuge son troisième succès sur ce Tour 2015. Enfin, l'arrivée à Gap voit la victoire de Rubén Plaza qui devance Peter Sagan dont c'est la cinquième deuxième place d'étape sur ce Tour. 

### 22 - 26 juillet: Dénouement de la course, Quintana attaque

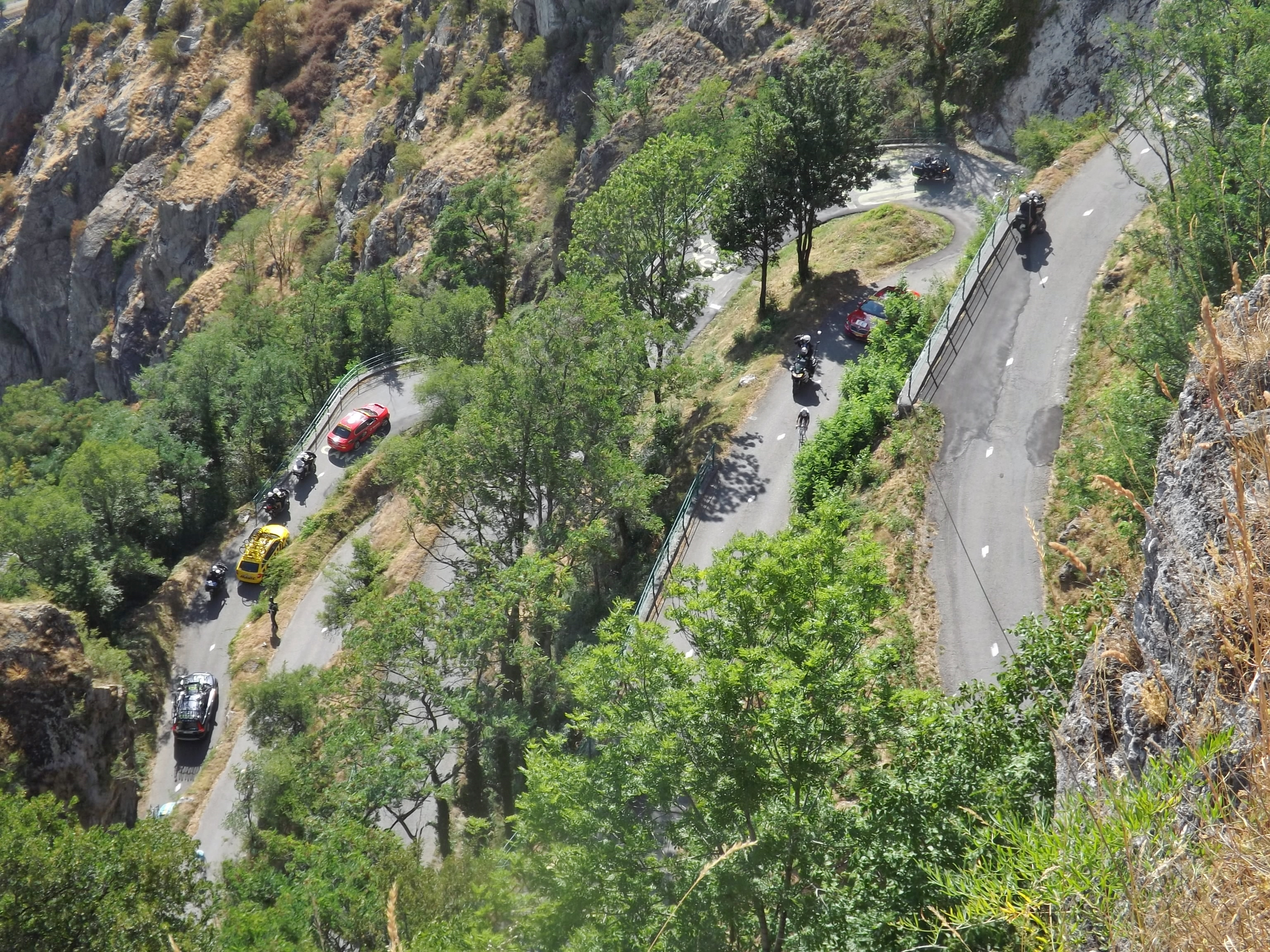
Vue de Romain Bardet (au centre), en tête dans l'inédite ascension des lacets de Montvernier, lors de la.

Après le deuxième et dernier jour du repos de ce Tour, les coureurs attaquent quatre étapes dans les Alpes, avant l'arrivée à Paris. Lors de la 17e étape arrivant à Pra-Loup, Simon Geschke l'emporte au terme d'une échappée victorieuse. Il devance Andrew Talansky et Rigoberto Urán. Thibaut Pinot, quatrième, qui semblait capable de le rattraper et a perdu toute chance de victoire en tombant dans la descente du col d'Allos. Le fait marquant de cette journée est l'abandon de Tejay van Garderen, troisième du classement général.
Lors de la deuxième étape alpestre, Romain Bardet signe la deuxième victoire d'étape pour AG2R La Mondiale. Dans une étape forte de sept ascensions, il a attaqué un peu avant le col du Glandon et a continué ses efforts dans la descente et dans l'ascension des 18 lacets de Montvernier, puis jusqu'à l'arrivée, en résistant au retour de Pierre Rolland, deuxième de l'étape. Du côté des favoris, Nibali et surtout Contador ont tenté d'attaquer Froome, avant d'être repris.
Le parcours de la 19e étape est court mais est usant avec de nombreux cols avant l'arrivée à La Toussuire. Après plusieurs kilomètres, l'échappée du jour se forme sur les kilomètres plats de l'étape, à 65 kilomètre de l'arrivée, Pierre Rolland, deuxième la veille et vainqueur à La Toussuire en 2012, attaque au début de l'ascension du col de la Croix-de-Fer. Emmené au train rapide par les Lotto NL-Jumbo de Robert Gesink, le peloton se réduit considérablement et rattrape tous les membres de l'échappée à part Rolland. À un kilomètre du sommet, alors que Froome a un problème mécanique, Vincenzo Nibali attaque et bascule dans la descente à un peu plus d'une minute de Pierre Rolland, et le rattrape en haut de l'ascension du col du Mollard. À 16 kilomètres de l'arrivée, Nibali lâche Rolland et s'impose en solitaire, devant Nairo Quintana qui reprend 30 secondes sur Froome, troisième.
Lors de la 20e étape, alors qu'une échappée de quatre coureurs, dont Alexandre Geniez, s'est formée, un contre est lancé par le Canadien Ryder Hesjedal et le Français Thibaut Pinot. Les deux hommes rattrapent Geniez dans la fin de l'Alpe d'Huez, puis Pinot lâche Hesjedal dans le « virage des Hollandais ». Derrière, Quintana attaque Froome et regagne du terrain sur Pinot qui finit néanmoins par s'imposer au sommet. Quintana arrive 18 secondes après Pinot et une minute et vingt secondes avant Froome. Ce dernier garde une minute et douze secondes d'avance sur Quintana.
Lors de l'étape finale sur les Champs-Elysées, le sprinteur allemand André Greipel s'impose pour la quatrième fois sur le Tour 2015, devant le Français Bryan Coquard. Le porteur du maillot vert, Peter Sagan, termine en septième position.

## Étapes
| Étape     | Date            | Villes étapes                                             |                              | Distance (km)         | Vainqueur d’étape     | Leader du classement général |
| --------- | --------------- | --------------------------------------------------------- | ---------------------------- | --------------------- | --------------------- | ---------------------------- |
| 1re étape | sam. 4 juillet  | Utrecht (NED) – Utrecht (NED)                             | Contre-la-montre individuel  | 13,8                  | Rohan Dennis          | Rohan Dennis                 |
| 2e étape  | dim. 5 juillet  | Utrecht (NED) – Zélande (NED)                             | Étape de plaine              | 166                   | André Greipel         | Fabian Cancellara            |
| 3e étape  | lun. 6 juillet  | Anvers (BEL) – Huy (BEL)                                  | Étape accidentée             | 159,5                 | Joaquim Rodríguez     | Christopher Froome           |
| 4e étape  | mar. 7 juillet  | Seraing (BEL) – Cambrai                                   | Étape accidentée             | 223,5                 | Tony Martin           | Tony Martin                  |
| 5e étape  | mer. 8 juillet  | Arras - Communauté urbaine – Amiens Métropole             | Étape de plaine              | 189,5                 | André Greipel         | Tony Martin                  |
| 6e étape  | jeu. 9 juillet  | Abbeville – Le Havre                                      | Étape de plaine              | 191,5                 | Zdeněk Štybar         | Tony Martin                  |
| 7e étape  | ven. 10 juillet | Livarot – Fougères                                        | Étape de plaine              | 190,5                 | Mark Cavendish        | Christopher Froome           |
| 8e étape  | sam. 11 juillet | Rennes – Mûr-de-Bretagne                                  | Étape accidentée             | 181,5                 | Alexis Vuillermoz     | Christopher Froome           |
| 9e étape  | dim. 12 juillet | Vannes – Plumelec                                         | Contre-la-montre par équipes | 28                    | BMC Racing            | Christopher Froome           |
|           | lun. 13 juillet | Pau                                                       | Jour de repos                | Journée de repos no 1 | Journée de repos no 1 | Journée de repos no 1        |
| 10e étape | mar. 14 juillet | Tarbes – La Pierre Saint-Martin                           | Étape accidentée             | 167                   | Christopher Froome    | Christopher Froome           |
| 11e étape | mer. 15 juillet | Pau – Cauterets - Vallée de Saint-Savin                   | Étape de montagne            | 188                   | Rafał Majka           | Christopher Froome           |
| 12e étape | jeu. 16 juillet | Lannemezan – Plateau de Beille                            | Étape de montagne            | 195                   | Joaquim Rodríguez     | Christopher Froome           |
| 13e étape | ven. 17 juillet | Muret – Rodez                                             | Étape accidentée             | 198,5                 | Greg Van Avermaet     | Christopher Froome           |
| 14e étape | sam. 18 juillet | Rodez – Mende                                             | Étape accidentée             | 178,5                 | Steve Cummings        | Christopher Froome           |
| 15e étape | dim. 19 juillet | Mende – Valence                                           | Étape de plaine              | 183                   | André Greipel         | Christopher Froome           |
| 16e étape | lun. 20 juillet | Bourg-de-Péage – Gap                                      | Étape accidentée             | 201                   | Rubén Plaza           | Christopher Froome           |
|           | mar. 21 juillet | Gap                                                       | Jour de repos                | Journée de repos no 2 | Journée de repos no 2 | Journée de repos no 2        |
| 17e étape | mer. 22 juillet | Digne-les-Bains – Pra-Loup                                | Étape de montagne            | 161                   | Simon Geschke         | Christopher Froome           |
| 18e étape | jeu. 23 juillet | Gap – Saint-Jean-de-Maurienne                             | Étape de montagne            | 186,5                 | Romain Bardet         | Christopher Froome           |
| 19eétape  | ven. 24 juillet | Saint-Jean-de-Maurienne – La Toussuire - Les Sybelles     | Étape de montagne            | 138                   | Vincenzo Nibali       | Christopher Froome           |
| 20e étape | sam. 25 juillet | Modane - Valfréjus – L'Alpe d'Huez                        | Étape de montagne            | 110,5                 | Thibaut Pinot         | Christopher Froome           |
| 21e étape | dim. 26 juillet | Sèvres - Grand Paris Seine Ouest – Paris - Champs-Élysées | Étape de plaine              | 109,5                 | André Greipel         | Christopher Froome           |

Notes :
1. ↑  Le nom officiel de l'étape est « Utrecht – Zélande ». La ligne d'arrivée est située sur l'île artificielle de Neeltje Jans.

## Classements

### Classement général final
| Classement général | Classement général   | Classement général | Classement général  | Classement général  |
|                    | Coureur              | Pays               | Équipe              | Temps               |
| ------------------ | -------------------- | ------------------ | ------------------- | ------------------- |
| 1er                | Christopher Froome   | Royaume-Uni        | Sky                 | en 84 h 46 min 14 s |
| 2e                 | Nairo Quintana       | Colombie           | Movistar            | + 1 min 12 s        |
| 3e                 | Alejandro Valverde   | Espagne            | Movistar            | + 5 min 25 s        |
| 4e                 | Vincenzo Nibali      | Italie             | Astana              | + 8 min 36 s        |
| 5e                 | Alberto Contador     | Espagne            | Tinkoff-Saxo        | + 9 min 48 s        |
| 6e                 | Robert Gesink        | Pays-Bas           | Lotto NL-Jumbo      | + 10 min 47 s       |
| 7e                 | Bauke Mollema        | Pays-Bas           | Trek Factory Racing | + 15 min 14 s       |
| 8e                 | Mathias Frank        | Suisse             | IAM                 | + 15 min 39 s       |
| 9e                 | Romain Bardet        | France             | AG2R La Mondiale    | + 16 min 0 s        |
| 10e                | Pierre Rolland       | France             | Europcar            | + 17 min 30 s       |
| 11e                | Andrew Talansky      | États-Unis         | Cannondale-Garmin   | + 22 min 6 s        |
| 12e                | Samuel Sánchez       | Espagne            | BMC Racing          | + 22 min 50 s       |
| 13e                | Serge Pauwels        | Belgique           | MTN-Qhubeka         | + 31 min 3 s        |
| 14e                | Warren Barguil       | France             | Giant-Alpecin       | + 31 min 15 s       |
| 15e                | Geraint Thomas       | Royaume-Uni        | Sky                 | + 31 min 39 s       |
| 16e                | Thibaut Pinot        | France             | FDJ                 | + 38 min 52 s       |
| 17e                | Roman Kreuziger      | République tchèque | Tinkoff-Saxo        | + 1 h 2 min 51 s    |
| 18e                | Mikaël Cherel        | France             | AG2R La Mondiale    | + 1 h 5 min 0 s     |
| 19e                | Jarlinson Pantano    | Colombie           | IAM                 | + 1 h 9 min 8 s     |
| 20e                | Jan Bakelants        | Belgique           | AG2R La Mondiale    | + 1 h 16 min 36 s   |
| 21e                | Steven Kruijswijk    | Pays-Bas           | Lotto NL-Jumbo      | + 1 h 21 min 27 s   |
| 22e                | Tanel Kangert        | Estonie            | Astana              | + 1 h 24 min 58 s   |
| 23e                | Jakob Fuglsang       | Danemark           | Astana              | + 1 h 25 min 23 s   |
| 24e                | Jonathan Castroviejo | Espagne            | Movistar            | + 1 h 26 min 5 s    |
| 25e                | Jan Bárta            | République tchèque | Bora-Argon 18       | + 1 h 26 min 56 s   |
| modifier           |                      |                    |                     |                     |

### Classements annexes finals
| Classement par points | Classement par points | Classement par points | Classement par points | Classement par points |
| --------------------- | --------------------- | --------------------- | --------------------- | --------------------- |
|                       | Coureur               | Pays                  | Équipe                | Point(s)              |
| 1er                   | Peter Sagan           | Slovaquie             | Tinkoff-Saxo          | 432 points            |
| 2e                    | André Greipel         | Allemagne             | Lotto-Soudal          | 366 pts               |
| 3e                    | John Degenkolb        | Allemagne             | Giant-Alpecin         | 298 pts               |
| 4e                    | Mark Cavendish        | Royaume-Uni           | Etixx-Quick Step      | 206 pts               |
| 5e                    | Bryan Coquard         | France                | Europcar              | 152 pts               |
| 6e                    | Christopher Froome    | Royaume-Uni           | Sky                   | 139 pts               |
| 7e                    | Thibaut Pinot         | France                | FDJ                   | 113 pts               |
| 8e                    | Alejandro Valverde    | Espagne               | Movistar              | 103 pts               |
| 9e                    | Thomas De Gendt       | Belgique              | Lotto-Soudal          | 90 pts                |
| 10e                   | Alexander Kristoff    | Norvège               | Katusha               | 90 pts                |
| modifier              |                       |                       |                       |                       |

| Classement du meilleur grimpeur | Classement du meilleur grimpeur | Classement du meilleur grimpeur | Classement du meilleur grimpeur | Classement du meilleur grimpeur |
| ------------------------------- | ------------------------------- | ------------------------------- | ------------------------------- | ------------------------------- |
|                                 | Coureur                         | Pays                            | Équipe                          | Point(s)                        |
| 1er                             | Christopher Froome              | Royaume-Uni                     | Sky                             | 119 points                      |
| 2e                              | Nairo Quintana                  | Colombie                        | Movistar                        | 108 pts                         |
| 3e                              | Romain Bardet                   | France                          | AG2R La Mondiale                | 90 pts                          |
| 4e                              | Thibaut Pinot                   | France                          | FDJ                             | 82 pts                          |
| 5e                              | Joaquim Rodríguez               | Espagne                         | Katusha                         | 78 pts                          |
| 6e                              | Pierre Rolland                  | France                          | Europcar                        | 74 pts                          |
| 7e                              | Alejandro Valverde              | Espagne                         | Movistar                        | 72 pts                          |
| 8e                              | Jakob Fuglsang                  | Danemark                        | Astana                          | 64 pts                          |
| 9e                              | Richie Porte                    | Australie                       | Sky                             | 58 pts                          |
| 10e                             | Serge Pauwels                   | Belgique                        | MTN-Qhubeka                     | 55 pts                          |
| modifier                        |                                 |                                 |                                 |                                 |

| Classement général du meilleur jeune | Classement général du meilleur jeune | Classement général du meilleur jeune | Classement général du meilleur jeune | Classement général du meilleur jeune |
|                                      | Coureur                              | Pays                                 | Équipe                               | Temps                                |
| ------------------------------------ | ------------------------------------ | ------------------------------------ | ------------------------------------ | ------------------------------------ |
| 1er                                  | Nairo Quintana                       | Colombie                             | Movistar                             | en 84 h 47 min 26 s                  |
| 2e                                   | Romain Bardet                        | France                               | AG2R La Mondiale                     | + 14 min 48 s                        |
| 3e                                   | Warren Barguil                       | France                               | Giant-Alpecin                        | + 30 min 3 s                         |
| 4e                                   | Thibaut Pinot                        | France                               | FDJ                                  | + 37 min 40 s                        |
| 5e                                   | Bob Jungels                          | Luxembourg                           | Trek Factory Racing                  | + 1 h 32 min 9 s                     |
| 6e                                   | Peter Sagan                          | Slovaquie                            | Tinkoff-Saxo                         | + 2 h 13 min 43 s                    |
| 7e                                   | Adam Yates                           | Royaume-Uni                          | Orica-GreenEDGE                      | + 2 h 15 min 24 s                    |
| 8e                                   | Wilco Kelderman                      | Pays-Bas                             | Lotto NL-Jumbo                       | + 3 h 2 min 55 s                     |
| 9e                                   | Emanuel Buchmann                     | Allemagne                            | Bora-Argon 18                        | + 3 h 7 min 35 s                     |
| 10e                                  | Merhawi Kudus                        | Érythrée                             | MTN-Qhubeka                          | + 3 h 9 min 24 s                     |
| modifier                             |                                      |                                      |                                      |                                      |

| Classement par équipes | Classement par équipes | Classement par équipes | Classement par équipes |
|                        | Équipe                 | Pays                   | Temps                  |
| ---------------------- | ---------------------- | ---------------------- | ---------------------- |
| 1re                    | Movistar               | Espagne                | en 255 h 24 min 24 s   |
| 2e                     | Sky                    | Royaume-Uni            | + 57 min 23 s          |
| 3e                     | Tinkoff-Saxo           | Russie                 | + 1 h 0 min 12 s       |
| 4e                     | Astana                 | Kazakhstan             | + 1 h 12 min 9 s       |
| 5e                     | MTN-Qhubeka            | Afrique du Sud         | + 1 h 14 min 32 s      |
| 6e                     | AG2R La Mondiale       | France                 | + 1 h 24 min 22 s      |
| 7e                     | Europcar               | France                 | + 1 h 48 min 51 s      |
| 8e                     | BMC Racing             | États-Unis             | + 2 h 41 min 46 s      |
| 9e                     | IAM                    | Suisse                 | + 2 h 42 min 16 s      |
| 10e                    | Lotto NL-Jumbo         | Pays-Bas               | + 2 h 46 min 59 s      |
| modifier               |                        |                        |                        |

#### Prix de la combativité
- Romain Bardet  (AG2R La Mondiale)[20]

### Évolution des classements
| Étape              | Vainqueur          | Classement général | Classement par points | Classement de la montagne | Classement du meilleur jeune | Classement par équipes | Prix de la combativité |
| ------------------ | ------------------ | ------------------ | --------------------- | ------------------------- | ---------------------------- | ---------------------- | ---------------------- |
| 1                  | Rohan Dennis       | Rohan Dennis       | Rohan Dennis          | non attribué              | Rohan Dennis                 | Lotto NL-Jumbo         | non attribué           |
| 2                  | André Greipel      | Fabian Cancellara  | André Greipel         | non attribué              | Tom Dumoulin                 | BMC Racing             | Michał Kwiatkowski     |
| 3                  | Joaquim Rodríguez  | Christopher Froome | André Greipel         | Joaquim Rodríguez         | Peter Sagan                  | BMC Racing             | Jan Bárta              |
| 4                  | Tony Martin        | Tony Martin        | André Greipel         | Joaquim Rodríguez         | Peter Sagan                  | BMC Racing             | Vincenzo Nibali        |
| 5                  | André Greipel      | Tony Martin        | André Greipel         | Joaquim Rodríguez         | Peter Sagan                  | BMC Racing             | Michael Matthews       |
| 6                  | Zdeněk Štybar      | Tony Martin        | André Greipel         | Daniel Teklehaimanot      | Peter Sagan                  | BMC Racing             | Perrig Quéméneur       |
| 7                  | Mark Cavendish     | Christopher Froome | André Greipel         | Daniel Teklehaimanot      | Peter Sagan                  | BMC Racing             | Anthony Delaplace      |
| 8                  | Alexis Vuillermoz  | Christopher Froome | Peter Sagan           | Daniel Teklehaimanot      | Peter Sagan                  | BMC Racing             | Bartosz Huzarski       |
| 9                  | BMC Racing         | Christopher Froome | Peter Sagan           | Daniel Teklehaimanot      | Peter Sagan                  | BMC Racing             | non attribué           |
| 10                 | Christopher Froome | Christopher Froome | André Greipel         | Christopher Froome        | Nairo Quintana               | Sky                    | Kenneth Van Bilsen     |
| 11                 | Rafał Majka        | Christopher Froome | Peter Sagan           | Christopher Froome        | Nairo Quintana               | Sky                    | Daniel Martin          |
| 12                 | Joaquim Rodríguez  | Christopher Froome | Peter Sagan           | Christopher Froome        | Nairo Quintana               | Movistar               | Michał Kwiatkowski     |
| 13                 | Greg Van Avermaet  | Christopher Froome | Peter Sagan           | Christopher Froome        | Nairo Quintana               | Movistar               | Thomas De Gendt        |
| 14                 | Steve Cummings     | Christopher Froome | Peter Sagan           | Christopher Froome        | Nairo Quintana               | Movistar               | Pierre-Luc Périchon    |
| 15                 | André Greipel      | Christopher Froome | Peter Sagan           | Christopher Froome        | Nairo Quintana               | Movistar               | Peter Sagan            |
| 16                 | Rubén Plaza        | Christopher Froome | Peter Sagan           | Christopher Froome        | Nairo Quintana               | Movistar               | Peter Sagan            |
| 17                 | Simon Geschke      | Christopher Froome | Peter Sagan           | Christopher Froome        | Nairo Quintana               | Movistar               | Simon Geschke          |
| 18                 | Romain Bardet      | Christopher Froome | Peter Sagan           | Joaquim Rodríguez         | Nairo Quintana               | Movistar               | Romain Bardet          |
| 19                 | Vincenzo Nibali    | Christopher Froome | Peter Sagan           | Romain Bardet             | Nairo Quintana               | Movistar               | Pierre Rolland         |
| 20                 | Thibaut Pinot      | Christopher Froome | Peter Sagan           | Christopher Froome        | Nairo Quintana               | Movistar               | Alexandre Geniez       |
| 21                 | André Greipel      | Christopher Froome | Peter Sagan           | Christopher Froome        | Nairo Quintana               | Movistar               | non attribué           |
| Classements finals | Classements finals | Christopher Froome | Peter Sagan           | Christopher Froome        | Nairo Quintana               | Movistar               | Romain Bardet          |

### UCI World Tour
Ce Tour de France attribue des points pour l'UCI World Tour 2015, par équipes uniquement aux équipes ayant un label WorldTeam, individuellement uniquement aux coureurs des équipes ayant un label WorldTeam.
| Position,          | 1er | 2e  | 3e  | 4e  | 5e  | 6e | 7e | 8e | 9e | 10e | 11e | 12e | 13e | 14e | 15e | 16e | 17e | 18e | 19e | 20e |
| Classement général | 200 | 150 | 120 | 110 | 100 | 90 | 80 | 70 | 60 | 50  | 40  | 30  | 24  | 20  | 16  | 12  | 10  | 8   | 6   | 4   |
| Par étape          | 20  | 10  | 6   | 4   | 2   |    |    |    |    |     |     |     |     |     |     |     |     |     |     |     |

| #  | Coureur            | Équipe              | Points |
| -- | ------------------ | ------------------- | ------ |
| 1  | Christopher Froome | Sky                 | 238    |
| 2  | Nairo Quintana     | Movistar            | 176    |
| 3  | Alejandro Valverde | Movistar            | 132    |
| 4  | Vincenzo Nibali    | Astana              | 130    |
| 5  | Alberto Contador   | Tinkoff-Saxo        | 100    |
| 6  | Romain Bardet      | AG2R La Mondiale    | 94     |
| -  | Robert Gesink      | Lotto NL-Jumbo      | 94     |
| 8  | André Greipel      | Lotto-Soudal        | 90     |
| 9  | Bauke Mollema      | Trek Factory Racing | 80     |
| 10 | Peter Sagan        | Tinkoff-Saxo        | 72     |
| -  | Mathias Frank      | IAM                 | 72     |

| Suite du classement (12-47) | Suite du classement (12-47) | Suite du classement (12-47) | Suite du classement (12-47) |
| --------------------------- | --------------------------- | --------------------------- | --------------------------- |
| #                           | Coureur                     | Équipe                      | Points                      |
| 12                          | Thibaut Pinot               | FDJ                         | 50                          |
| -                           | Andrew Talansky             | Cannondale-Garmin           | 50                          |
| 14                          | Joaquim Rodríguez           | Katusha                     | 40                          |
| 15                          | John Degenkolb              | Giant-Alpecin               | 32                          |
| 16                          | Tony Martin                 | Etixx-Quick Step            | 30                          |
| -                           | Samuel Sánchez              | BMC Racing                  | 30                          |
| -                           | Mark Cavendish              | Etixx-Quick Step            | 30                          |
| 19                          | Greg Van Avermaet           | BMC Racing                  | 26                          |
| -                           | Alexis Vuillermoz           | AG2R La Mondiale            | 26                          |
| 21                          | Daniel Martin               | Cannondale-Garmin           | 24                          |
| -                           | Simon Geschke               | Giant-Alpecin               | 24                          |
| 23                          | Zdeněk Štybar               | Etixx-Quick Step            | 20                          |
| -                           | Rohan Dennis                | BMC Racing                  | 20                          |
| -                           | Rafał Majka                 | Tinkoff-Saxo                | 20                          |
| -                           | Warren Barguil              | Giant-Alpecin               | 20                          |
| -                           | Rubén Plaza                 | Lampre-Merida               | 20                          |
| 28                          | Alexander Kristoff          | Katusha                     | 18                          |
| 29                          | Geraint Thomas              | Sky                         | 16                          |
| 30                          | Jakob Fuglsang              | Astana                      | 12                          |
| -                           | Fabian Cancellara           | Trek Factory Racing         | 12                          |
| -                           | Jarlinson Pantano           | IAM                         | 12                          |
| 33                          | Richie Porte                | Sky                         | 10                          |
| -                           | Rigoberto Urán              | Etixx-Quick Step            | 10                          |
| -                           | Roman Kreuziger             | Tinkoff-Saxo                | 10                          |
| -                           | Jan Bakelants               | AG2R La Mondiale            | 10                          |
| 37                          | Mikaël Cherel               | AG2R La Mondiale            | 8                           |
| 38                          | Ryder Hesjedal              | Cannondale-Garmin           | 6                           |
| -                           | Bob Jungels                 | Trek Factory Racing         | 6                           |
| -                           | Winner Anacona              | Movistar                    | 6                           |
| 41                          | Tom Dumoulin                | Giant-Alpecin               | 4                           |
| -                           | Tony Gallopin               | Lotto-Soudal                | 4                           |
| -                           | Gorka Izagirre              | Movistar                    | 4                           |
| 44                          | Daniel Oss                  | BMC Racing                  | 2                           |
| -                           | Arnaud Démare               | FDJ                         | 2                           |
| -                           | Paul Martens                | Lotto NL-Jumbo              | 2                           |
| -                           | Jos van Emden               | Lotto NL-Jumbo              | 2                           |

### Gains par équipes
Les gains cumulés par équipes lors du Tour de France 2015 sont répertoriés dans le tableau ci-dessous.
| Pos | Pays           | Équipe                       | Gains     | Victoires d'étape |
| --- | -------------- | ---------------------------- | --------- | ----------------- |
| 1   | Royaume-Uni    | Sky                          | 556 630 € | 1                 |
| 2   | Espagne        | Movistar                     | 442 080 € |                   |
| 3   | Russie         | Tinkoff-Saxo                 | 176 350 € | 1                 |
| 4   | Kazakhstan     | Astana                       | 112 950 € | 1                 |
| 5   | France         | AG2R La Mondiale             | 95 330 €  | 2                 |
| 6   | Belgique       | Lotto-Soudal                 | 75 520 €  | 4                 |
| 7   | Allemagne      | Giant-Alpecin                | 65 810 €  | 1                 |
| 8   | Belgique       | Etixx-Quick Step             | 63 310 €  | 3                 |
| 9   | États-Unis     | BMC Racing                   | 52 910 €  | 3                 |
| 10  | Afrique du Sud | MTN-Qhubeka                  | 52 440 €  | 1                 |
| 11  | France         | FDJ                          | 44 960 €  | 1                 |
| 12  | France         | Europcar                     | 44 150 €  |                   |
| 13  | Pays-Bas       | Lotto NL-Jumbo               | 41 360 €  |                   |
| 14  | Russie         | Katusha                      | 39 120 €  | 2                 |
| 15  | États-Unis     | Cannondale-Garmin            | 31 030 €  |                   |
| 16  | États-Unis     | Trek Factory Racing          | 28 360 €  |                   |
| 17  | Suisse         | IAM                          | 22 700 €  |                   |
| 18  | Italie         | Lampre-Merida                | 20 510 €  | 1                 |
| 19  | France         | Bretagne-Séché Environnement | 19 260 €  |                   |
| 20  | France         | Cofidis                      | 16 340 €  |                   |
| 21  | Allemagne      | Bora-Argon 18                | 15 590 €  |                   |
| 22  | Australie      | Orica-GreenEDGE              | 10 940 €  |                   |

## Bilan

### Deuxième victoire de Christopher Froome
Avec cette édition 2015, Christopher Froome ajoute un deuxième Tour de France à son palmarès. Il égale douze anciens vainqueurs de cette course, dont Alberto Contador est le seul en activité. Il est le septième coureur à remporter le maillot jaune et le classement de la montagne la même année. Avant lui, seuls Gino Bartali, Fausto Coppi, Eddy Merckx (deux fois chacun), Sylvère Maes, Federico Bahamontes et Carlos Sastre ont réalisé cet exploit. Grâce aux seize jours passés en tête du classement général de cette édition, qui s'ajoutent aux quatorze de 2013, Froome devient le coureur en activité ayant passé le plus de jours avec le maillot jaune.

### Performances
Cette édition a été marquée par les débats et polémiques à propos des performances des coureurs, notamment celle de Christopher Froome à La Pierre-Saint-Martin. Ces débats ont été alimentés par les mesures et les estimations de ces performances en watts et l'interprétation de ces données,.
D'après les analyses de Frédéric Portoleau, ingénieur partenaire d'Antoine Vayer, la performance de Nairo Quintana dans l’Alpe d’Huez est probablement bien supérieure à celle de Christopher Froome à La Pierre-Saint-Martin, et sans doute la plus grande performance de la décennie.
Bouclé à une vitesse moyenne de 39,567 km/h par le vainqueur, ce Tour de France est l'un des moins rapides de ces vingt dernières années. Il faut remonter à 2007 (39,227 km/h) et à 1997 (39,237 km/h) pour trouver des vitesses moyennes inférieures.

## Aspects extra-sportifs

### Diffuseurs
Le Tour 2015, sur les chiffres de l'édition de 2014, prévoit d'être diffusé par les télévisions de 190 pays (100 chaînes de 92 télévisions dont 60 en direct), auxquelles s’ajoutent 58 radios, 373 journaux, agences de presse ou sites Internet et 114 agences photos de 25 pays, soit en tout 637 médias différents. Il totalise près de 2 000 accréditations médias (journalistes, consultants et photographes).
Cette édition marque le retour de la diffusion du Tour en direct à la télévision allemande sur ARD qui avait abandonné après l'édition 2011 en raison des scandales de dopage.

### Économie

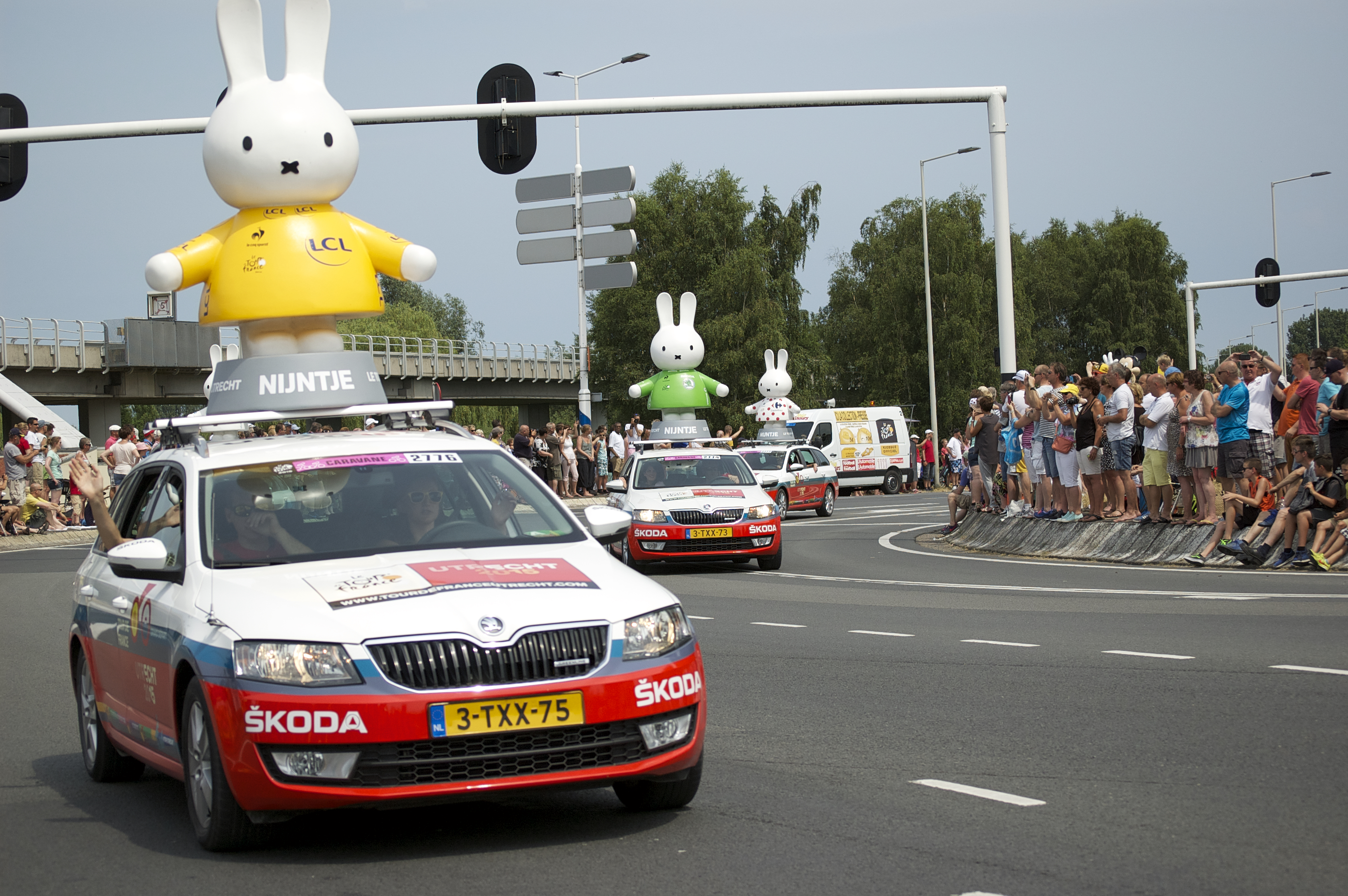
Dans la caravane publicitaire, des voitures de Skoda arborant le lapin Miffy, mascotte de la ville-départ d'Utrecht.

Le budget d'Amaury Sport Organisation pour le tour est proche de 100 millions d'euros et ses bénéfices estimés à 15 millions. Ce budget provient pour 50 % des droits télévisuels (en), 40 % du sponsoring (le ticket d'entrée des cinq partenaires principaux du Tour de France, Vittel, LCL, Carrefour, Krys et Skoda qui remplace le PMU est en moyenne de 5 millions d'euros) et 10 % des droits payés par les villes étapes (60 000 € euros pour la journée de repos, 65 000 € euros pour la ville départ d'étape, entre 80 et 90 000 € pour la ville d'arrivée d'étape, le double à l'étranger et 4 millions pour la ville départ du Tour).
La caravane publicitaire du Tour de France 2015 composée d'une flotte de 154 véhicules et de 600 personnes formant 12 kilomètres de cortège, distribue 14 millions d'objets promotionnels de 34 marques partenaires de l'épreuve. Au sein de cette caravane publicitaire, les partenaires (hormis les cinq sponsors principaux) déboursent de 120 000 € à 1,5 million d'euros selon leur rang. 
Lors des 7e et 8e étapes, la préfecture de Bretagne demande à la caravane Cochonou de ne pas participer au cortège se déroulant en majeure partie en Bretagne, devant le mécontentement de la filière porcine dans la région. De plus, lors de la 8e étape, la caravane Carrefour est immobilisée par les producteurs de porcs, de lait et les éleveurs bovins, afin de revaloriser le prix d'achat de leurs différentes productions.